# Pseudomyrmex phyllophilus
Pseudomyrmex phyllophilus es una especie de hormiga del género Pseudomyrmex, subfamilia Pseudomyrmecinae. Esta especie fue descrita científicamente por Smith en 1858.

## Distribución
Se encuentra en Argentina, Brasil, Paraguay, Trinidad y Tobago y Uruguay.